# Hyagnis persimilis
Hyagnis persimilis là một loài bọ cánh cứng trong họ Cerambycidae.